# Gare de Vienne
Ne doit pas être confondu avec la Gare centrale de Vienne, gare desservant la capitale de l'Autriche.
La gare de Vienne est une gare ferroviaire française de la ligne de Paris-Lyon à Marseille-Saint-Charles, située sur le territoire de la commune de Vienne, sous-préfecture du département de l'Isère, en région Auvergne-Rhône-Alpes.
Elle est mise en service en 1854 par la Compagnie des chemins de fer de Paris à Lyon et à la Méditerranée (PLM).
C'est une gare de la Société nationale des chemins de fer français (SNCF), desservie par des trains TER Auvergne-Rhône-Alpes.

## Situation ferroviaire
Établie à 162 mètres d'altitude, la gare de Vienne est située au point kilométrique (PK) 542,409 de la ligne de Paris-Lyon à Marseille-Saint-Charles, entre les gares ouvertes d'Estressin et de Saint-Clair - Les Roches.

## Histoire
La Compagnie des chemins de fer de Paris à Lyon et à la Méditerranée (PLM), met en service la gare de Vienne lors de l'ouverture de la section entre Lyon (Guillotière) et Valence le 29 juin 1854.

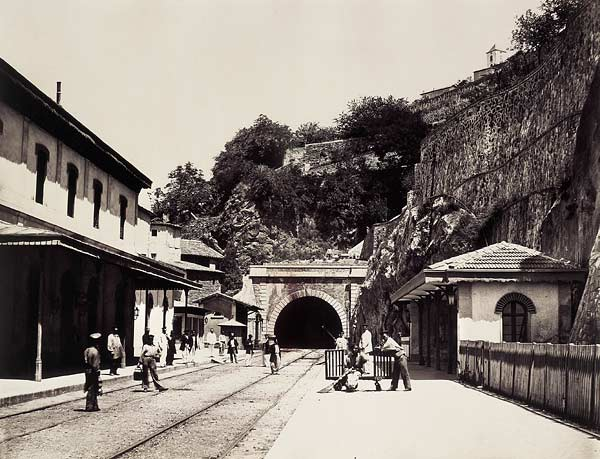
Gare de Vienne et son tunnel photographiés par Baldus vers 1855.

Vers 1865, la gare et ses annexes vont connaître rapidement un développement important et les installations deviendront insuffisantes.
En 1898, le trafic du PLM se portant bien, une nouvelle extension est autorisée par décret, pour l'agrandissement des installations de la « petite vitesse », c'est-à-dire pour les installations affectées au transport des marchandises non périssables et non urgentes. Vienne aura ainsi ses installations maximales, les voies de garage descendant jusqu'à la petite rue Lelièvre et un plan incliné les reliant à la voie du « Tramway de Vienne à Charavines ».
En 2007, l'horaire cadencé est mis en place sur les principales lignes de l'étoile de Lyon et, fin 2008, une seconde étape de ce cadencement a lieu avec renforcement des dessertes entre Lyon et les gares de Valence-Ville et Avignon-Centre.

## Fréquentation
En 2022, selon les estimations de la SNCF, la fréquentation annuelle de la gare est de 1 956 515 voyageurs. Ce nombre s'élève à 1 456 693 en 2021, à 1 106 437 en 2020, à 1 768 935 en 2019, à 1 559 620 en 2018, à 1 602 133 en 2017, à 1 492 175 en 2016 et à 1 490 676 en 2015.

## Service des  voyageurs

### Accueil

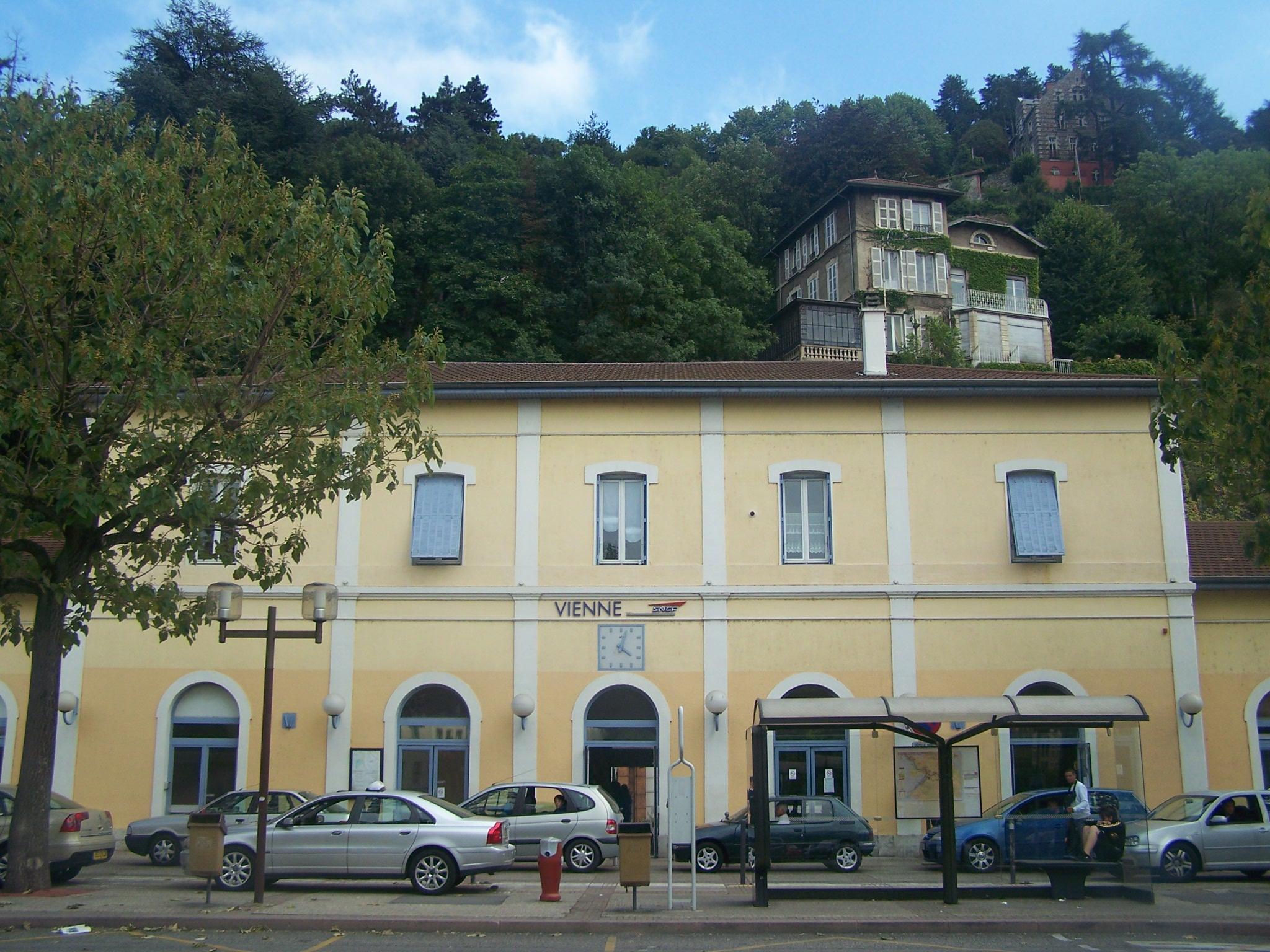
La gare en 2007 avant l'interdiction aux véhicules de la place Place Pierre-Semard.

Gare SNCF, elle dispose d'un bâtiment voyageurs, avec guichet, ouvert tous les jours. Elle est équipée d'une salle d'attente et d'automates pour l'achat de titres de transport.
Depuis 2010, elle est totalement accessible aux personnes à mobilité réduite grâce à l'installation d'ascenseurs desservant chacun des trois quais, reliés par un souterrain, et par des élévateurs individuels pour accéder du quai aux trains.

### Desserte
Vienne est desservie par des trains TER Auvergne-Rhône-Alpes (lignes de Mâcon-Ville à Vienne / Valence) et par des trains TER Auvergne-Rhône-Alpes et TER PACA (lignes de Lyon-Part-Dieu à Avignon-Centre et Marseille-Saint-Charles).

### Intermodalité
Un parc pour les vélos et un parking pour les véhicules y sont aménagés.
La gare est desservie par les autobus du réseau urbain de Vienne L'va (lignes 1, 2, 3, 4, 6 et 7) ainsi que par les autocars interurbains des cars du Rhône (ligne 111) et Cars Région Isère (T35, T37, T52).

Desserte ferroviaire et routière de la gare
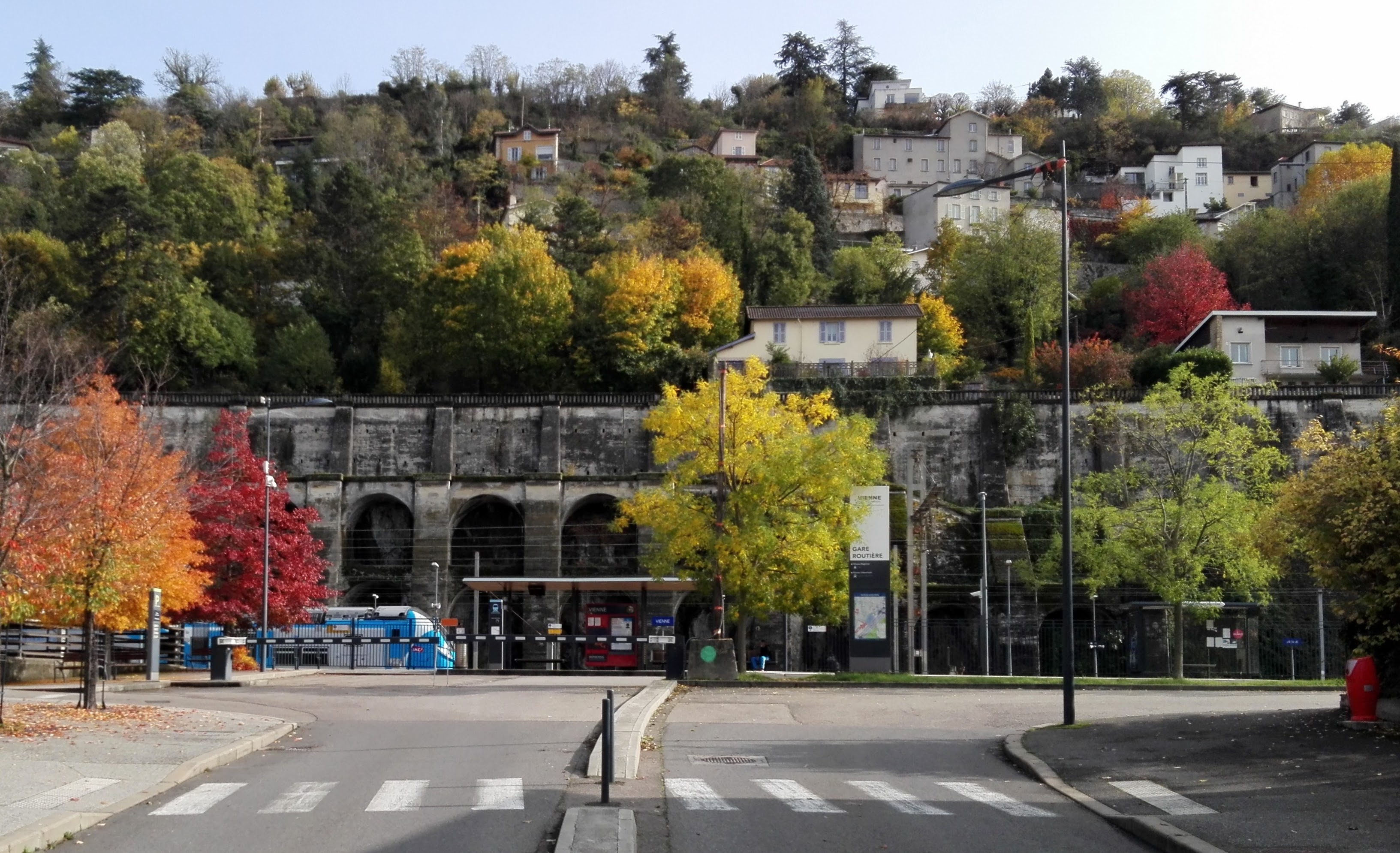
Gare routière.
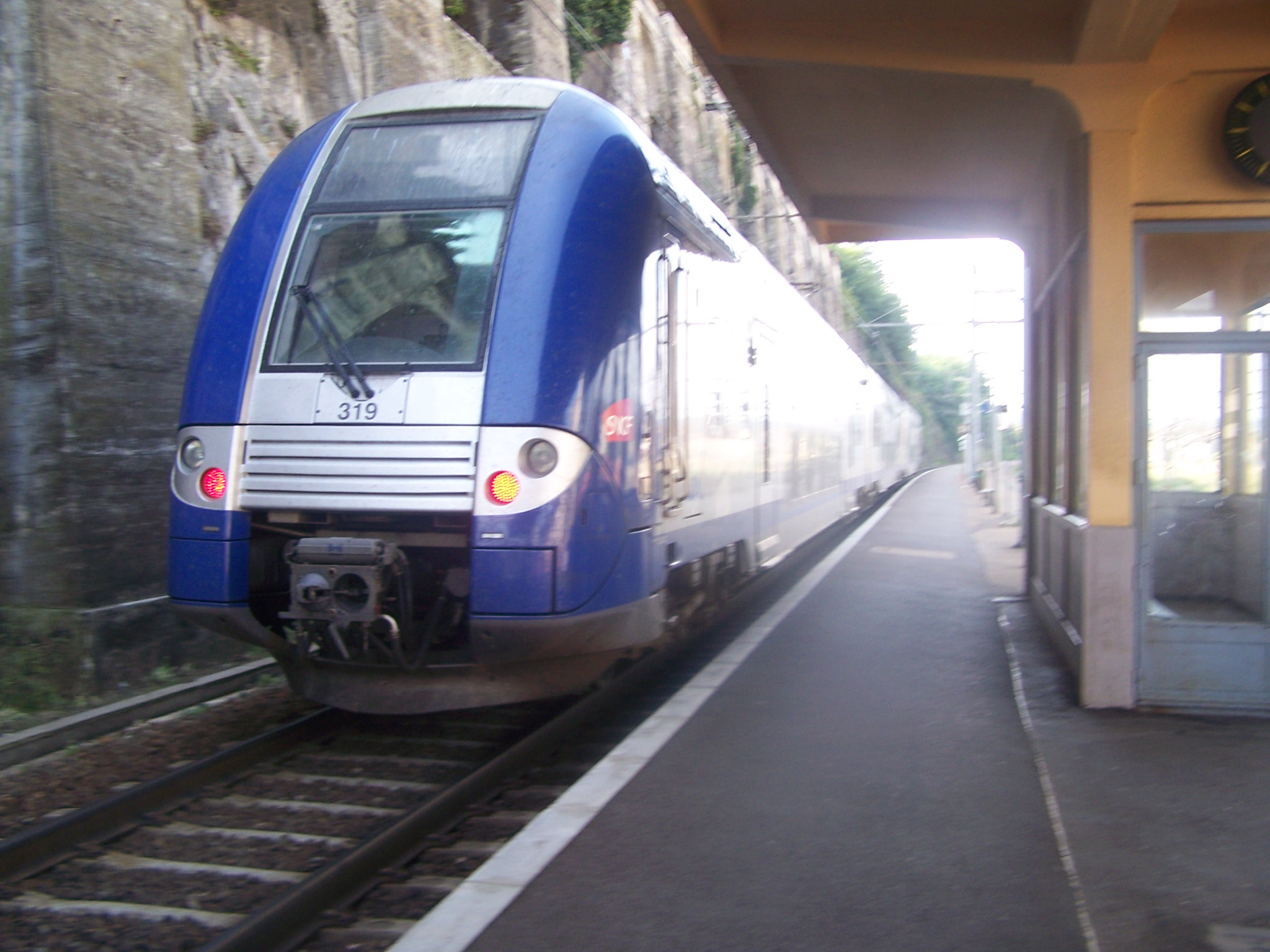
TER 2N NG.
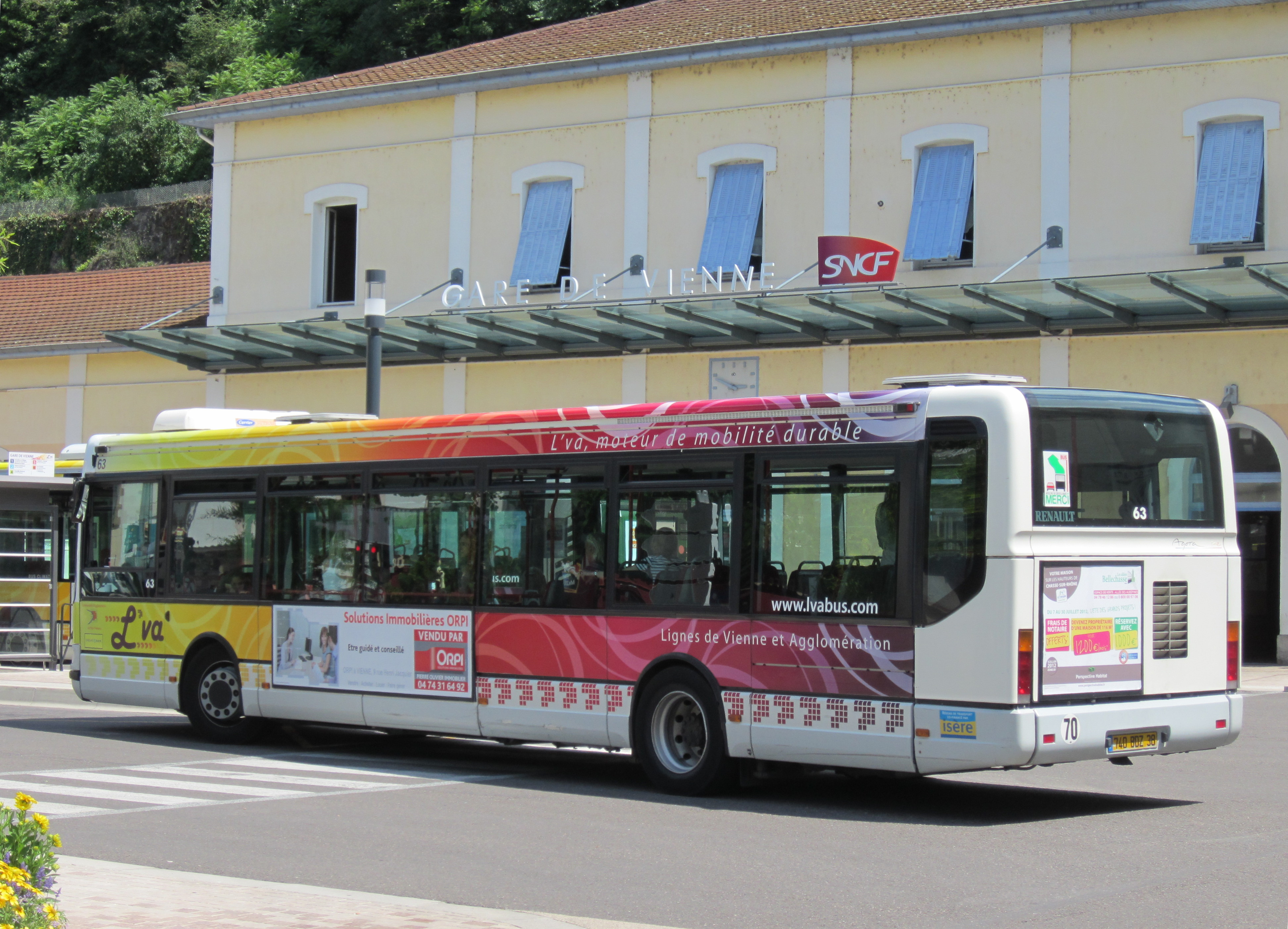
Bus.